# Arthur Evans
Sir Arthur John Evans (Nash Mills, 8 luglio 1851 – Youlbury, 11 luglio 1941) è stato un archeologo britannico, figlio dell'archeologo inglese John Evans.

## Biografia
Arthur Evans scavò a Creta dove scoprì le rovine dell'antico palazzo di Cnosso, eretto dalla popolazione che egli stesso definì minoica, dal mitologico re cretese Minosse. Il tipo di restauro che portò avanti fu di tipo romantico e non conservativo-scientifico. A questo fatto dobbiamo imputare la ricostruzione di ampie parti del palazzo stesso sulla base della sua interpretazione personale, usando dei materiali estranei ai metodi di costruzione degli antichi cretesi, per aiutare i visitatori a "leggere" il sito. Tra tali materiali, va menzionato il cemento armato.
Pubblicò in quattro volumi "Il palazzo di Minosse a Cnosso" (1921 al 1935), un classico dell'archeologia.
Fu presidente della Royal Numismatic Society dal 1914 al 1919. La sua attività di numismatico fu premiata nel 1902 con l'assegnazione della medaglia della Royal Numismatic Society.

### Scavi di Cnosso

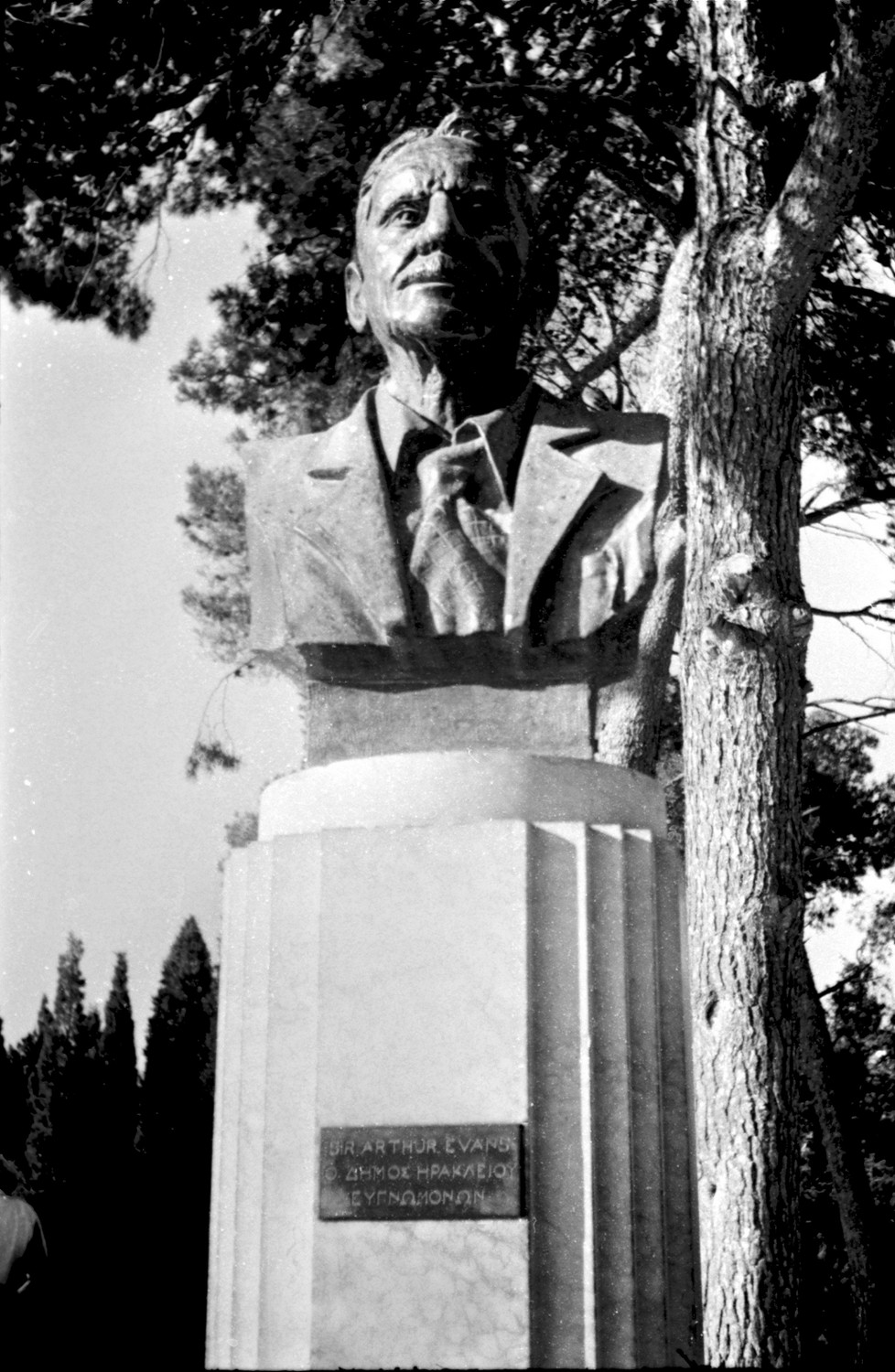
Statua di Sir Arthur Evans a Cnosso

Arthur Evans iniziò a scavare su una collina chiamata tou tseleve he (kephalah), "il promontorio del condottiero", a circa 5 km dalla costa settentrionale di Creta, il 23 marzo del 1900. Due magazzini erano già stati scoperti da Minos Kalokairinos nel 1878, ma gli scavi vennero fermati dai proprietari. Nel frattempo i cittadini della zona avevano riportato alla luce monete e sigilli con iscrizioni misteriose. Questi attirarono l'attenzione di Evans, sovrintendente dell'Ashmolean Museum di Oxford, dal 1884 al 1908. Si sparse così la voce che il luogo fosse il sito dell'antica città di Cnosso. Evans esaminò il sito il 19 marzo 1894.
Dopo che nel 1898 Creta divenne indipendente dalla Turchia, nel 1899 Evans comprò la terra con i suoi risparmi (la sua famiglia possedeva una fabbrica nella Britannia industriale) e decise di preparare gli scavi. Nelle prime due settimane egli scoprì delle tavolette su cui erano incisi dei simboli; tavolette a cui diede il nome di "geroglifico", facendo un'analogia, per altro indebita, con il geroglifico egiziano (riteneva infatti che il sistema scrittorio fosse lo stesso), geroglifico cretese che noi collochiamo a livello del 1900 a.C.
Attaccando il sito con delle squadre di centinaia di sterratori, Evans scoprì la maggior parte dei 24.000 m2 del sito nel giro di 6 stagioni. Nel 1905 battezzò la civiltà, le cui tracce furono trovate colà, minoica, in riferimento al leggendario re Minosse, creando una dettagliata cronologia delle fasi seriali degli stili di ceramica nella Creta minoica, basandosi su ciò che trovava a Cnosso. Successivamente si interessò egli stesso al restauro, secondo criteri non conservativi ma ispirati alla coeva architettura revivalista. Continuò così a scavare là e a restaurare altrove fino al 1935. Evans venne insignito cavaliere nel 1911 per il suo lavoro, diventando "Sir", non essendolo precedentemente. Alla morte di Evans nel 1941, la Scuola Britannica di Archeologia si assunse la responsabilità per gli scavi; successivamente la proprietà finì nelle mani del governo greco, che trattenne i diritti di scavo.

### Ipotesi e scoperta della scrittura minoica
Analizzando la ricchezza e la produzione artistica Minoica, in assenza di risorse naturali quali miniere d'oro o argento, Evans ipotizzò l'esistenza di un sistema economico specializzato e molto ben organizzato. La conclusione a cui arrivò fu quella della necessità di una forma di scrittura, di cui cercò le tracce, nonostante nessuna iscrizione fosse stata fino a quel momento rinvenuta. Nel 1900,  alla fine del dominio turco sull'isola di Creta, eseguì degli scavi nel sito archeologico di Cnosso (il più importante sito dell'isola), e il 30 marzo di quello stesso anno, una settimana dopo l'inizio delle ricerche, ritrovò le prime tavolette scritte. Per mezzo dell'analisi delle molte tavolette rinvenute, Evans riuscì a distinguere tre fasi distinte nella storia della scrittura minoica:
1. la scrittura più antica, diffusa tra il 2000 e il 1650 a.C. circa, che consisteva in segni che rappresentavano oggetti riconoscibili, e che chiamò «geroglifico» per analogia con la scrittura egizia;
2. un successivo sistema di scrittura, che chiamò «lineare A», in cui i segni si trasformano in semplici contorni, diffuso almeno dal 1750 a.C. e fino al 1450 a.C. circa;
3. infine la «lineare B», derivata dal precedente, somigliante ma più complessa, di cui non si conosce la data di introduzione ma che era in uso certamente intorno al 1400 a.C. (anno della distruzione del palazzo di Cnosso).